# Füxe
Füxe ist eine deutsche Miniserie aus dem Jahr 2023. Die vom ZDF produzierte vierteilige Serie erzählt von einem Studenten kosovarischer Herkunft, der sich auf der Suche nach einer bezahlbaren Unterkunft am Studienort unter falschem Namen einer schlagenden Studentenverbindung, genauer einem Corps, anschließt.
Die Serie hatte ihre Premiere am 1. Oktober 2023 beim Filmfest Hamburg und wurde ab dem 16. Oktober im ZDF gesendet.

## Episoden
| Nr. | Titel                                                  | Erstausstrahlung | Regie              | Drehbuch        |
| --- | ------------------------------------------------------ | ---------------- | ------------------ | --------------- |
| 1 | Gens una sumus – Wir sind eine Familie                 | 16. Okt. 2023    | David Clay Diaz    | Joe Hofer       |
| Der baldige BWL-Student Adem Kameri findet kein WG-Zimmer in der neuen Stadt. Er ändert seinen Namen, um ein günstiges Zimmer in einem traditionellen deutschen Corps zu erhalten. Er freut sich mit Mia, einer Jurastudentin im ersten Semester, an.                                   |                                                        |                  |                    |                 |
| 2 | Fortes fortuna adiuvat – Den Tüchtigen hilft das Glück | 16. Okt. 2023    | Susan Gordanshekan | Joe Hofer       |
| Adem beginnt bei Pauls Vater, der ein erfolgreicher Immobilieninvestor ist, zu arbeiten. Sein Doppelleben zwischen falscher Identität im Corps und der wahren Identität in der Beziehung zu seiner Freundin Mia zeigt erste Spannungen.                                                 |                                                        |                  |                    |                 |
| 3 | Homo homini lupus – Der Mensch ist dem Mensch ein Wolf | 23. Okt. 2023    | Susan Gordanshekan | David Clay Diaz |
| Adem wird von Vincent, dem er seine wahre Identität offenbart hat, erpresst; er soll ihm dabei helfen, neuer Senior zu werden, wozu Paul aus der Verbindung fliegen muss. Adem fühlt sich immer zerrissener und er will für sich und für Mia das Corps verlassen.                       |                                                        |                  |                    |                 |
| 4 | Ego sum, qui sum – Ich bin der, der ich bin            | 23. Okt. 2023    | David Clay Diaz    | David Clay Diaz |
| Adem plagt das Gewissen wegen des begangenen Verrats an Paul. Er gibt Mentor Alfons und seinen Corpsbrüder seine wahre Identität preis und erzählt, welche Intrige Vicent spielte. Vicent fordert ihn daraufhin zum Fechtduell auf. Die Beziehung zu Mia hängt an einem seidenen Faden. |                                                        |                  |                    |                 |

## Auszeichnungen
Beim Filmfest Hamburg 2023 gewannen die Produzenten Katrin Haase und Oliver Arnold den mit 10.000 € dotierten Sonderpreis für serielle Formate des Hamburger Produzentenpreises für Deutsche Fernsehproduktionen. In der Jurybegründung heißt es, der Serie gelinge es, „komplexe Themen wie gesellschaftliche Teilhabe und Klassismus zu behandeln, ohne in Klischees oder Vereinfachungen zu verfallen“, und die „eindrucksvolle Darstellung des Milieus der Corps und die nuancierte Inszenierung“ trügen dazu bei, „einen tiefgreifenden Eindruck“ zu hinterlassen.
Auf der Seriale Gießen 2024 gewann Füxe den Preis „Best Long Form Series“.
Zudem wurde Füxe für den Grimme-Preis 2024 in der Kategorie Fiktion nominiert.

## Unterschied Corps und Burschenschaft
Obwohl Medienberichte zur Serie häufig von „Burschenschaft“ sprechen und auch in der Serie dieser Begriff und die allgemeine Verwechselung und/oder Gleichsetzung beider Begriffe angesprochen wird, handelt die Serie von einem fiktionalen Corps. Diese verschiedenen Arten von Studentenverbindungen unterscheiden sich insbesondere durch das ausdrücklich politische Auftreten der Burschenschaften, welches den Corps genauso fremd ist, wie die Auswahl ihrer Mitglieder nach Kriterien wie Herkunft oder Religionszugehörigkeit.